# Kachhauna Patseni
Kachhauna Patseni – miasto w północnych Indiach w stanie Uttar Pradesh, na Nizinie Hindustańskiej.
Populacja miasta w 2001 roku wynosiła 13 504 mieszkańców.